# 伊格納西奧埃斯庫德羅區
伊格納西奧埃斯庫德羅區（西班牙語：Distrito de Ignacio Escudero），是秘魯的一個區，位於該國西北部皮烏拉大區的蘇亞納省，始建於1965年9月10日，面積306.53平方公里，海拔高度35米，2005年人口16,993，人口密度每平方公里55人。
4°50′35″S 80°52′12″W / 4.84306°S 80.87000°W